# 暖锋

天气图上暖锋的标志

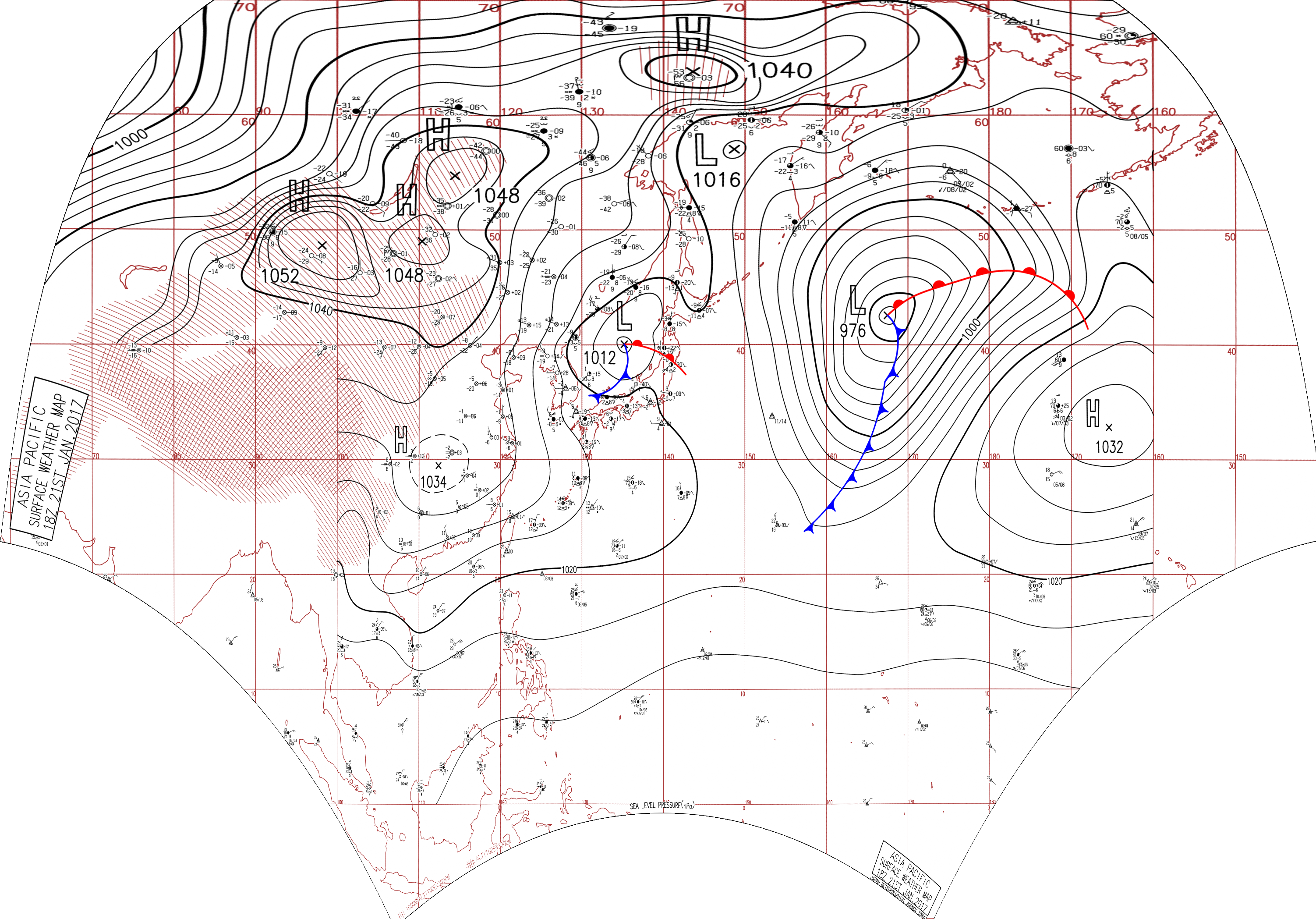
日本氣象廳发布的天气图，时间是2017年1月21日，日本和西太平洋上各有一个带有暖锋的锋面气旋系统

在气象学中，暖锋是指由暖气团占据主导作用并向冷气团一侧移动的锋，是冷暖气团之间的过渡区域。由于冷暖气团之间的密度差异，密度较小的暖空气在前进的过程中沿着气团的边界面爬升至密度较大的冷气团上，水蒸气在上升过程中冷却、凝结并形成大量云层，因此暖锋是一类上滑锋。由于处被动地位的冷气团的密度更大，暖锋的移动速度相较于冷锋更慢，锋面坡度更小，锋区和锋所在的低压槽更宽。在天气图中，暖锋常以附有半圆形标志的红色实线标识，半圆所在的一侧为暖锋移动的方向。
暖锋锋前的云以层状云为主，降水通常落在锋前，降水量随锋的临近而逐渐增加。又暖锋的移动速度较慢，所以常产生大范围、连续性的降水天气， 降水区域的宽度约为 300至400（190至250英里）。自锋面上部降落的雨滴蒸发使下部冷空气趋于饱和，饱和空气接地时还会有锋面雾出现。在暖空气层结不稳定的情况下，锋前的层状云之间可能会出现积雨云并发生雷暴，且可能持续到暖锋过境以后。通常情况下，暖锋的过境会带来温度的升高和气压的降低。

## 移动速度
暖锋移动的平均速度约为 18 km/h，约为冷锋的一半。在昼间，锋两侧的空气发生混合，暖锋移动的速度可能略微加快；但在夜间，空气的冷却使锋前的空气密度增加，阻碍了暖空气上升与暖锋的前移的进程。因此，暖锋在夜间的移动速度略小于昼间，在天气图上常表现为阶跃式地前进。

## 天气过程
暖锋附近的云系和天气状况受大气的垂直运动程度、大气的水汽输送条件、大气的层结稳定度和当地地理条件影响。

### 暖锋云系
暖锋云系通常由数层中间带有空隙的云组成，云层间可能夹有相当厚的无云区，云系廓线的典型坡度较锋面坡度大约一倍。暖输送带在暖区上滑升时，会逐渐发生反气旋式的偏转（北半球向右，南半球向左），并在转向区形成向冷气团方向凸出的边界，从卫星图上可辨识出大片由卷云等高云覆盖在层状云和积状云等低云之上的区域，即暖锋云雨区。由于暖锋和暖区的云系相连，在卫星图上通常不易确定暖锋的位置。

### 暖锋降水
暖锋降水发生的时间和区域主要由暖锋低空的辐合强度和高空槽线的位置决定。当暖锋低层辐合明显，且700百帕斯卡（10磅力每平方英寸）等压面上的槽线或等高线气旋式曲率较大的区域出现在暖锋上空时，则暖锋的锋前降水较大；而当上述区域落于暖锋后部远处，且暖锋上空700百帕斯卡（10磅力每平方英寸）等压面上的等高线有较大的反气旋式曲率时，则降水会在暖区即暖锋的锋后发展；若暖空气层结不稳定，暖锋上可能会出现积雨云并发生雷阵雨等强降水天气；若暖空气较为干燥，暖锋上亦可能只出现少量的中云、高云，甚至无云出现。

### 典型的暖锋天气过程

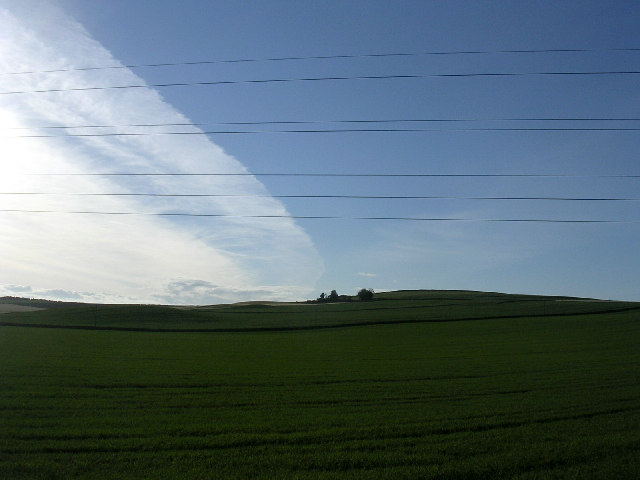
Val Vannet 于英格兰拍摄到的暖锋云系的一部分，天空中卷云的界线表现了暖空气伸展的程度，照片拍摄后的第二天出现了降水

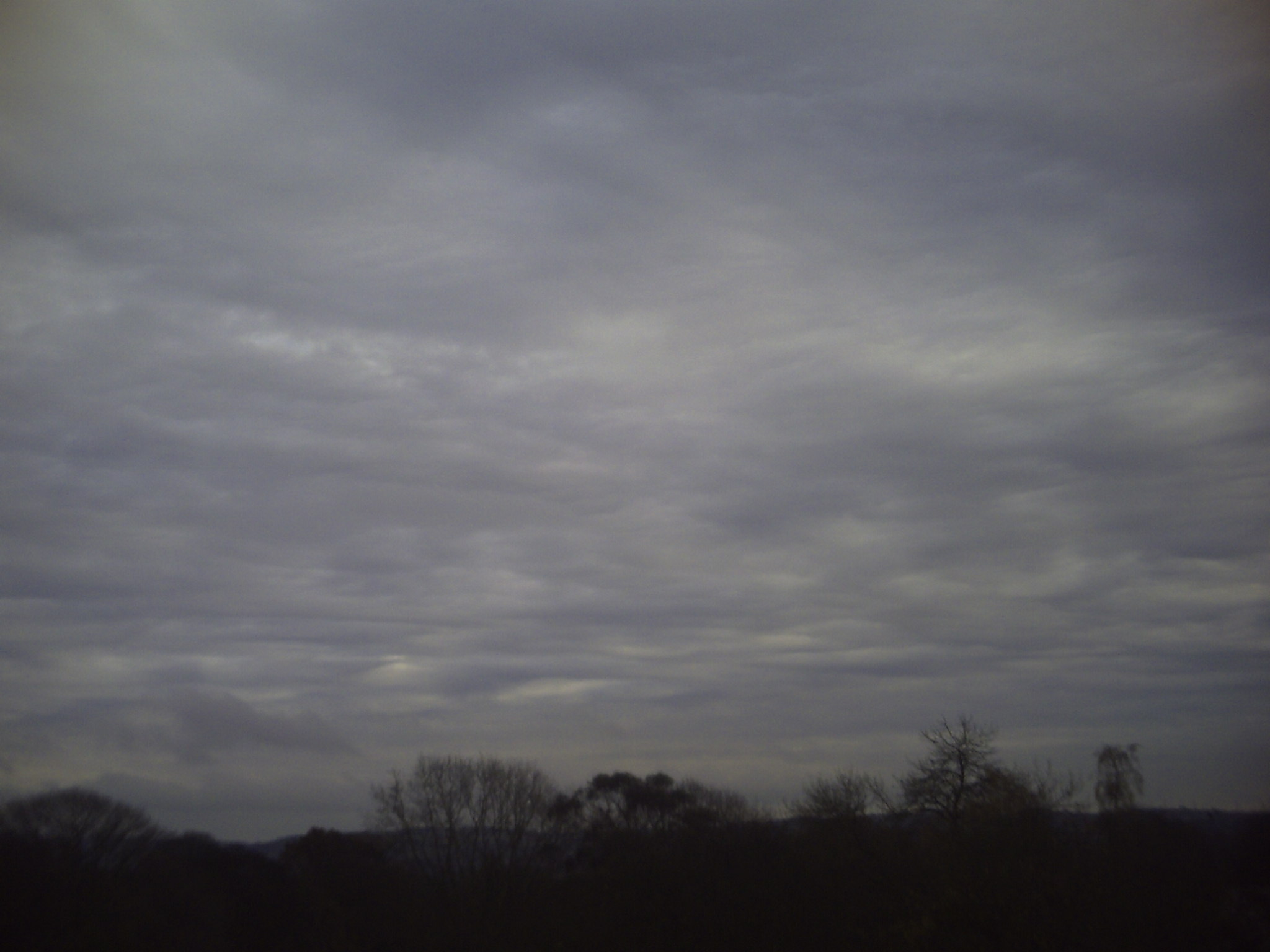
暖锋云系中的波状蔽光高层云

在暖空气的层结较为稳定的情况下，典型的暖锋天气过程为：:312
1. 首先出现卷云，随后卷云逐渐加厚，形成透明且呈薄纱状的卷层云，其经过日、月下方时可能发生冰晕现象；
2. 云层继续加厚，高度下降，形成透光或蔽光的高积云或高层云，日、月变得模糊；
3. 出现少量降水，随后降水逐渐增加，雨层云出现，东南向的风力增强，气压缓慢下降；
4. 临近锋区时，温度稳定上升，若先前出现降雪，此时应转化为雨夹雪，最终转为降雨；
5. 锋区附近的潮湿空气遇冷，形成碎层云、碎积云和雾，能见度降到最低；
6. 进入暖气团后，温度和露点温度上升，气压停止下降，少量的降雨结束，除仍有少量层积云外天气放晴。

| 气象要素 | 过境前                                        | 过境时           | 过境后                                        |
| -------- | --------------------------------------------- | ---------------- | --------------------------------------------- |
| 风向     | 偏南或偏东南（北半球） 偏北或偏东北（南半球） | 多变             | 偏南或偏西南（北半球） 偏北或偏西北（南半球） |
| 温度     | 相对较低，缓慢上升                            | 稳定上升         | 趋于平稳                                      |
| 气压     | 通常下降                                      | 急剧下降         | 略微升高后继续下降                            |
| 降水     | 小到中等程度的降水，夏季可能出现骤雨          | 毛毛雨，或无降水 | 通常无降水，但有时会有小雨或骤雨              |
| 露点     | 稳定升高                                      | 保持稳定         | 升高，后趋于平稳                              |
| 能见度   | 很差                                          | 很差，但逐渐转好 | 较好，有薄雾                                  |

## 锋区结构

### 暖区
暖区是在暖锋后部由暖气团占据的的区域，通常被夹杂在暖锋与更后方的冷锋之间，气压较低。暖区内的温度通常要高于暖锋前和冷锋后的冷气团的温度。暖区内的云常由层积云组成，同时可包含其他多种类型，云量则取决于由其至低压中心的距离。暖区内的露点温度保持稳定，温度上升并趋于平稳，风速和风向亦较为稳定。

### 暖平流
暖平流是温度平流的一种，即暖空气在温度不变的条件下进行的水平运动，暖平流的方向在北半球随高度的增加顺时针旋转。在等压面图上，暖锋高空锋区内有暖平流出现，且暖平流最大的高度即为高空锋区所在的位置。